# Anemone xingyiensis
Anemone xingyiensis är en ranunkelväxtart som beskrevs av Q.Yuan och Q.E.Yang. Anemone xingyiensis ingår i släktet sippor, och familjen ranunkelväxter. Inga underarter finns listade i Catalogue of Life.